# العلاقات البنينية الفانواتية
العلاقات البنينية الفانواتية هي العلاقات الثنائية التي تجمع بين بنين وفانواتو.

## مقارنة بين البلدين
هذه مقارنة عامة ومرجعية للدولتين:
| وجه المقارنة                                              | بنين            | فانواتو                                  |
| --------------------------------------------------------- | --------------- | ---------------------------------------- |
| المساحة (كم2)                                             | 114.76 ألف      | 12.19 ألف                                |
| عدد السكان (نسمة)                                         | 11.18 مليون     | 276.24 ألف                               |
| الكثافة السكانية (ن./كم²)                                 | 97.42           | 22.66                                    |
| العاصمة                                                   | بورتو نوفو      | بورت فيلا                                |
| اللغة الرسمية                                             | لغة فرنسية      | اللغة البسلاما، لغة فرنسية، لغة إنجليزية |
| العملة                                                    | فرنك غرب أفريقي | فاتو فانواتي                             |
| الناتج المحلي الإجمالي (بليون دولار)                      | 9.27 مليار      | 862.88 مليون                             |
| الناتج المحلي الإجمالي (تعادل القوة الشرائية) بليون دولار | 22.38 مليار     | 790.76 مليون                             |
| الناتج المحلي الإجمالي الاسمي للفرد دولار أمريكي          | 762             | 2.81 ألف                                 |
| الناتج المحلي الإجمالي للفرد دولار أمريكي                 | 2.03 ألف        | 3.03 ألف                                 |
| مؤشر التنمية البشرية                                      | 0.480           | 0.594                                    |
| رمز المكالمات الدولي                                      | +229            | +678                                     |
| رمز الإنترنت                                              | .bj             | .vu                                      |
| المنطقة الزمنية                                           | ت ع م+01:00     | ت ع م+11:00                              |

## منظمات دولية مشتركة
يشترك البلدان في عضوية مجموعة من المنظمات الدولية، منها:
| علم المنظمة | اسم المنظمة                                 | تاريخ انضمام بنين | تاريخ انضمام فانواتو |
| ----------- | ------------------------------------------- | ----------------- | -------------------- |
|             | يونسكو                                      | 18 أكتوبر 1960    | 10 فبراير 1994       |
|             | مؤسسة التمويل الدولية                       | 5 فبراير 1987     | 28 سبتمبر 1981       |
|             | منظمة حظر الأسلحة الكيميائية                | ?                 | ?                    |
|             | مؤسسة التنمية الدولية                       | 16 سبتمبر 1963    | 28 سبتمبر 1981       |
|             | منظمة التجارة العالمية                      | ?                 | ?                    |
|             | وكالة ضمان الاستثمار متعدد الأطراف          | 26 سبتمبر 1994    | 27 يوليو 1988        |
|             | الاتحاد البريدي العالمي                     | ?                 | ?                    |
|             | الاتحاد الدولي للاتصالات                    | 1961              | 30 مارس 1988         |
|             | الأمم المتحدة                               | 20 سبتمبر 1960    | 15 سبتمبر 1981       |
|             | البنك الدولي للإنشاء والتعمير               | 10 يوليو 1963     | 28 سبتمبر 1981       |
|             | مجموعة دول أفريقيا والكاريبي والمحيط الهادئ | ?                 | ?                    |